# Svend Hammershøi
Svend Hammershøi (10. august 1873 på Frederiksberg – 27. februar 1948 sammesteds) var en dansk maler og keramiker. Hans tavse og tyste stil minder på mange måder om den 9 år ældre verdensberømte bror Vilhelm Hammershøis, men hvor storerebroren især er kendt for sine interiører, interesserede Svend Hammershøi sig især for historiske bygninger og store, ofte nøgne, træer

## Opvækst
Svend Hammershøi blev født på Frederiksberg i 1873. Forældrene var den velhavende grosserer Christian Peter Hammershøi og hustru Frederikke Amalie f. Rentzmann. Udover broderen Vilhelm havde han også en ældre søster ved navn Anna. Allerede i sin skoletid viste Hammershøi begyndende interesse for keramisk arbejde.

## Uddannelse
Hammershøi blev udlært fra Det tekniske Selskabs Skole 1889, hvor han studerede under Holger Grønvold, og gik dernæst på Kunstakademiet 1890-92 efterfulgt af undervisning af maleren Kristian Zahrtmann fra 1892-96, hvilket fik stor betydning for hans udvikling. Han modtog endvidere undervisning af Vilhelm Bissen, Thorvald Bindesbøll, der blev hans ven, og storebroderen Vilhelm.
I sin læretid hos Kr. Zahrtmann mødte han Aage Bertelsen, der bragte ham i kontakt med Herman A. Kählers keramiske værksted i Næstved. Her fandt Svend Hammershøi en livslang interesse for det keramiske udtryk, der sammen med maleriet løb som parallelle spor gennem hele hans liv.
Hammershøi blev Ridder af Dannebrog 1925 og Dannebrogsmand 1931.
Han er begravet på Solbjerg Parkkirkegård.

## Udstillinger
Svend Hammershøi debuterede på høstudstillingen i Kleis' Kunsthandel, København i 1892. Senere fulgte bl.a. talrige udstillinger på Charlottenborg, Kunstforeningen, Kunstindustrimuseet og Den frie Udstilling helt frem til året før hans død i 1948. I 1925 var nogle af hans keramiske værker repræsenteret på verdensudstillingen i Paris 1925 for hvilke han vandt guldmedalje. Endvidere udstillinger på Royal Institute of British Architects og Royal Academy, London 1927.
Efter sin død i 1948 gik Svend Hammershøi noget i glemmebogen og først med en særudstilling på Museet på Koldinghus i 1990 begyndte en ny interesse for hans værk. I 2008 samarbejdede museerne Øregaard, Næstved Museum og Skovgaardmuseet i Viborg om en separatudstilling med Svend Hammershøis malerier og keramik, hvor mere end 100 værker, hvoraf mange ikke tidligere havde været udstillet, for første i over 50 år kom offentligheden for øje.

## Rejser
Hammershøi rejste til Berlin i 1894, til Dresden 1896-97 og senere til Holland, Italien og England. Fra 1910 og frem til 1933 var han næsten årligt i Oxford. En lang række studier af historiske bygninger i Oxford – eksteriører såvel som interiører – kan ses blandt hans malerier.

## Værk
Mange historiske københavnske bygninger er blevet malet igen og igen af Svend Hammershøi. Især syntes han at have haft en forkærlighed for byens renæssancebygninger: Børsen har han malet kontinuerligt hen over årene i mindst 5-7 variationer; det samme gælder Rosenborg set fra Kongens Have såvel som fra andre vinkler; Kronborg har han malet flere tårne fra lige som bygningerne omkring Frederiksborg Slot. Han interesserede sig også for de københavnske tage og kirketårne som på billeder af Sankt Nikolaj, Sankt Petri Kirke, Holmens Kirke og Helligåndskirken.
Et andet dominerende motiv er træer – især nøgne træer. På bybillederne er træerne som regel uden blade; på hans landskabsbilleder kan de både være nøgne eller være tunge af løvhang.
Som det også er tilfældet på broren Vilhelms billeder, forekommer mennesker sjældent på Svend Hammershøis billeder. Kombineret med en som regel grådiset, men lysende himmel skaber Hammershøi en svanger tomhed i sine arkitektoniske malerier.
Det er blevet sagt at brødrene Hammershøi i dag står som "to af de væsentligste repræsentanter for det, der er blevet kaldt Det sjælelige Gennembrud i dansk kunst og kultur".[kilde mangler]
Svend Hammershøi er repræsenteret på en række danske museer: Statens Museum for Kunst, Nasjonalgalleriet i Oslo, Randers Kunstmuseum, Museet på Koldinghus, Ordrupgaard samt flere andre.
I 2016 blev "Nørregade København" solgt hos Sotherby for ca. 30.000 €.